# Badmintonmeisterschaft von Hongkong 1969
Die Badmintonmeisterschaft von Hongkong des Jahres 1969 fand vom 24. bis zum 29. März 1969 in Hongkong statt. Die Meisterschaft war offen für internationale Starter.

## Titelträger
| Disziplin    | Sieger                         |
| ------------ | ------------------------------ |
| Herreneinzel | Koo Man For                    |
| Dameneinzel  | Noriko Takagi                  |
| Herrendoppel | Wong Fai Hung Koo Man For      |
| Damendoppel  | Tomoko Takahashi Noriko Takagi |
| Mixed        | Wong Fai Hung Noriko Takagi    |